# Casa de Misericordia de Cartagena
La Casa de Misericordia de Cartagena es una construcción modernista del arquitecto Víctor Beltrí terminada en 1929.

## Historia
La Casa de Misericordia era una institución benéfica del ayuntamiento dedicada al cuidado de niños desamparados. Se instaló en el desamortizado convento de San Diego alrededor de 1839. En 1923 se decide la construcción de un nuevo edificio y en 1929 se le encarga la obra al arquitecto, ya anciano, Víctor Beltrí.
Una desafortunada intervención en los años 1980 desfiguró por completo la fisonomía del patio y su entrada principal quedó aislada en mitad de la calle San Diego. En 1998 tuvo lugar una polémica actuación por la cual el gobierno municipal de la alcaldesa Pilar Barreiro hizo demoler la capilla neogótica anexa al edificio contra el criterio de la Consejería de Cultura autonómica, que había ordenado su conservación.
En la actualidad el edificio está restaurado y es la sede del rectorado de la Universidad Politécnica de Cartagena.